# Baptisterium (Venasque)

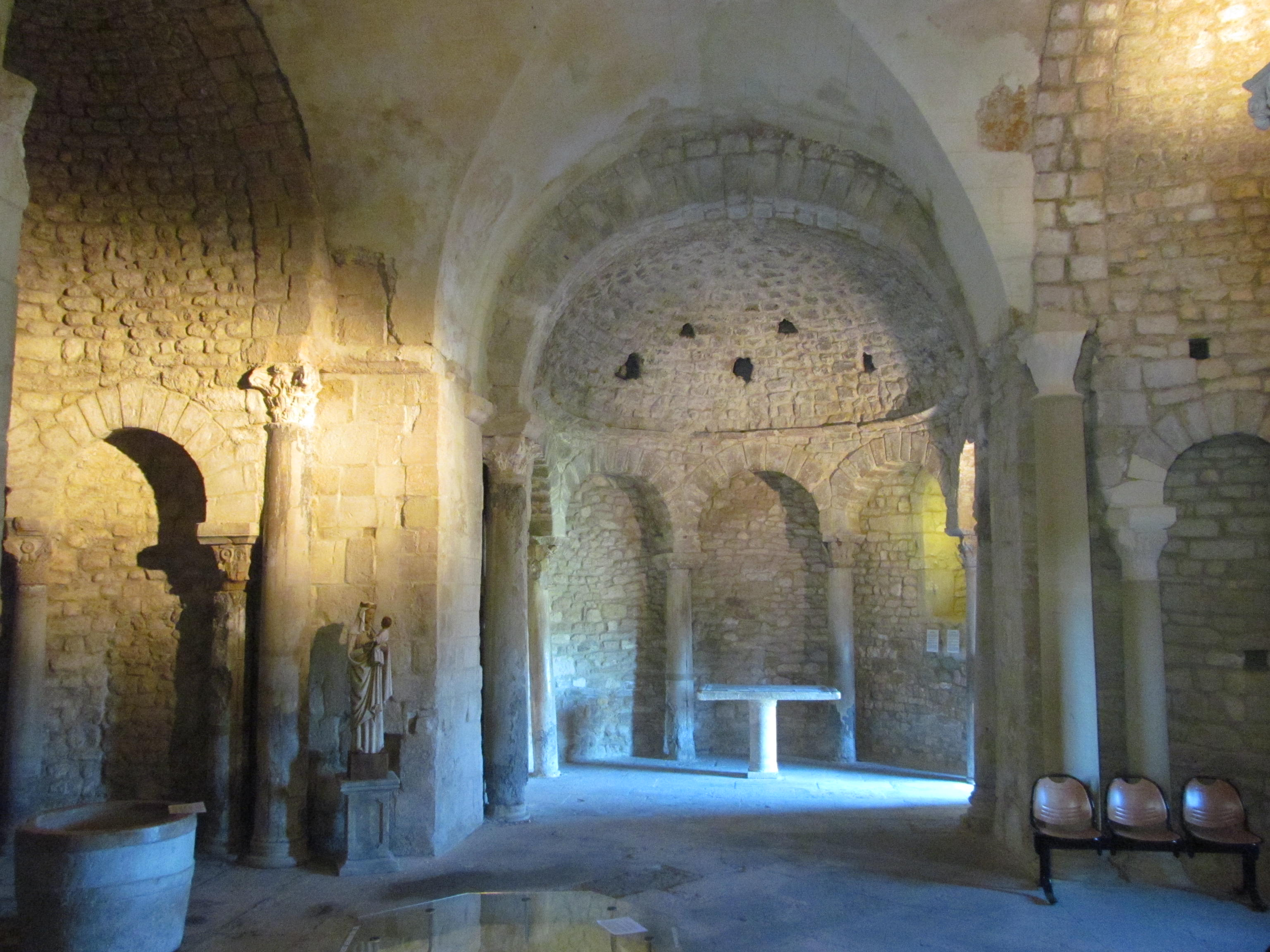
Baptisterium van Venasque

Het baptisterium (zesde eeuw) van Venasque, een dorp in het Frans departement Vaucluse, dateert van de Merovingische tijd. In die tijd was Venasque de bisschopszetel van wat later het bisdom Carpentras werd.
Het baptisterium is een van de oudste christelijke gebouwen van Frankrijk. Deze vroegmiddeleeuwse doopkapel is een vrijstaand gebouw, dit wil zeggen los van enige kerk of convent. Oorspronkelijk stond op deze plek waarschijnlijk een Romeinse tempel. Sinds 1840 is het baptisterium erkend als monument historique van Frankrijk.

## Beschrijving
Het baptisterium bestaat uit vier apsissen. In het midden schragen vier zuilen de vier koepels. Elke apsis bezit vijf bogen gedragen door zes kleinere zuilen. De vijf bogen staan voor de vijf klassieke zintuigen van de mens. De vier apsissen werden later in de Middeleeuwen, in de elfde eeuw, herbouwd. De versieringen aan de kapitelen dragen een motief van bewegend of golvend water.
Centraal staat een put in achthoekige vorm. Deze was gevuld met doopwater. De achthoek symboliseert de achtste dag of de dag der Verrijzenis van Jezus. Het doopritueel vond hier plaats enkel voor volwassenen, en dit slechts enkele malen per jaar. Het baptisterium is dan ook zo gebouwd om een grote groep gelovigen te ontvangen.